# Celebrity Cruises

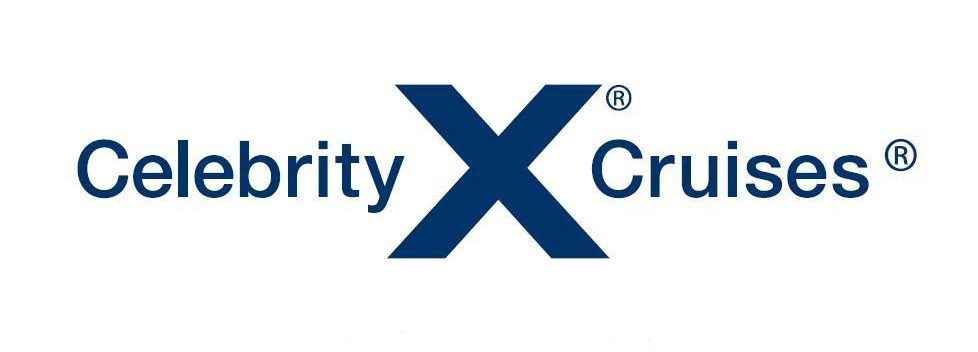
Celebrity-Cruises-Logo

Celebrity Cruises is een creatie van een Griekse redersfamilie die sinds 1915 actief is in de maritieme wereld. De grote X op de schouw van alle schepen verwijst naar de naam Chandris ('X' is het symbool voor de Griekse letter 'Ch'). Chandris lanceerde Celebrity in 1988 en dit werd onmiddellijk een hit.
In 1997 fuseerde het bedrijf met Royal Caribbean International, om zo de holding Royal Caribbean Cruises Ltd te vormen, die de merken Celebrity, Royal Caribbean International, Azamara Club Cruises, Pullmantur Cruises en CDF Croisieres de France voert.
In 2004 lanceerde Celebrity Cruises 'Celebrity Xpeditions'. De rederij kocht een expeditieschip dat jaarrond gestationeerd werd in de Galapagos, en Xpedition werd gedoopt. Dit betekende voor de rederij een nieuw hoofdstuk van cruiseschepen.

## De vloot
Millennium klasse
- Celebrity Millennium
- Celebrity Infinity
- Celebrity Summit
- Celebrity Constellation

Solstice klasse
- Celebrity Solstice
- Celebrity Equinox
- Celebrity Eclipse
- Celebrity Silhouette
- Celebrity Reflection

Edge klasse
- Celebrity Edge
- Celebrity Apex
- Celebrity Beyond

Expedition klasse
- Xpedition
- Celebrity Flora